# Темрява та буря

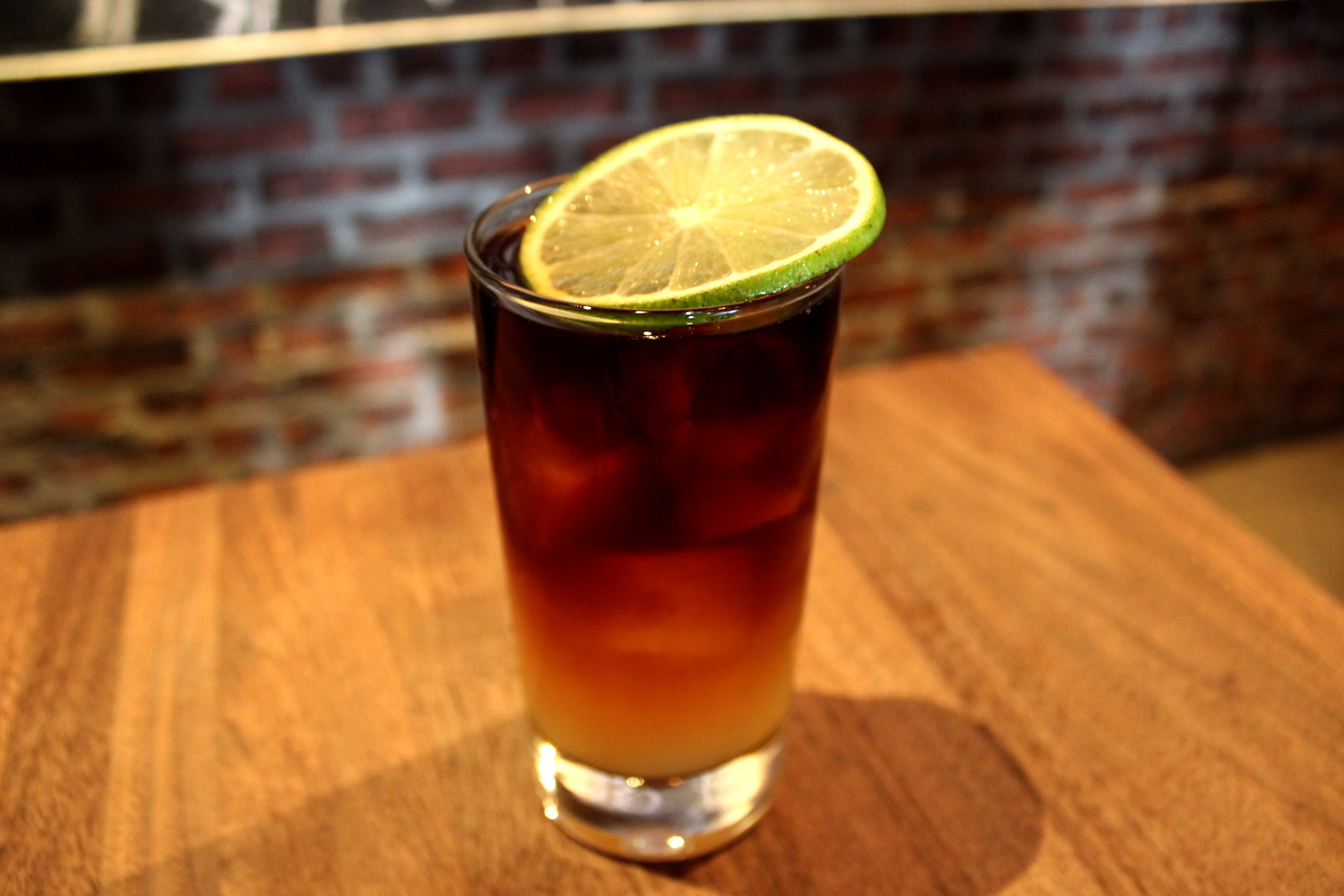
Коктейль Dark 'N' Stormy

Темрява та буря (англ. Dark 'N' Stormy) — коктейль на основі темного рому, пива. Класифікується як лонґ дрінк (англ. long drink). Належить до офіційних напоїв Міжнародної асоціації барменів (IBA), категорія «Напої нової ери» (англ. New Era Drinks).

## Спосіб приготування
Склад коктейлю «Dark 'N' Stormy»:
- темний ром — 60 мл (6 cl),
- імбирне пиво — 100 мл (10 cl),
- лайм — 1 скибка.